# Ној Вулмсторф
Ној Вулмсторфⓘ (њем. Neu Wulmstorf) општина је у њемачкој савезној држави Доња Саксонија. Једно је од 42 општинска средишта округа Харбург. Према процјени из 2010. у општини је живјело 20.557 становника. Посједује регионалну шифру (AGS) 3353026.

## Географски и демографски подаци
Ној Вулмсторф се налази у савезној држави Доња Саксонија у округу Харбург. Општина се налази на надморској висини од 2 – 125 метара. Површина општине износи 56,2 km². У самом мјесту је, према процјени из 2010. године, живјело 20.557 становника. Просјечна густина становништва износи 366 становника/km².

## Међународна сарадња
| Мјесто       | Држава   | Врста сарадње | Од    |
| ------------ | -------- | ------------- | ----- |
| Њергешујфалу | Мађарска | партнерство   | 1990. |
| Извор        |          |               |       |